# Пташиний короб
«Пташиний короб» (англ. Bird Box) — постапокаліптичний роман 2014 року та дебютний роман американського письменника та співака Джоша Малермана. Книга вперше опублікована у Великій Британії 27 березня 2014 року видавництвом Harper Voyager і в Сполучених Штатах 13 травня 2014 року Ecco Press. У книзі розповідається про жінку, яка повинна знайти спосіб гарантувати безпеку собі та своїм дітям попри те, що невидимий ворог знищив майже все людство. Історія частково розповідається за допомогою спогадів і тому відбувається протягом трьох періодів часу.
Продовження книги під назвою «Мелорі» випущено 21 липня 2020 року. Перша частина екранізована у 2018 році в однойменний фільм із Сандрою Буллок у головній ролі.

## Сюжет
Події у романі розгортаються у сьогоденні, розповідь ведеться від першої особи, якою є головна героїня Мелорі, проте вони чергуються з епізодами спогадів про минуле. 
Міжнародні джерела новин повідомляють про низку випадків, коли люди раптово впадали в божевілля та скоювали акти суїциду. Завагітнівши після стосунків на одну ніч, Мелорі розуміє, що це явище досягло Сполучених Штатів. Здається, причиною божевілля є якесь таємниче «щось», незрозуміла для людської природи сутність. Якщо на це «щось» подивитися, воно починає спонукати людей розвивати у собі раптові та насильницькі суїцидальні тенденції. Не маючи змоги точно визначити, в чому полягає загроза, населення тікає в укриття, ховаючись по домівках і закриваючи вікна.
Після смерті своєї сестри Шеннон, яка вчинила самогубство, випадково виглянувши у вікно, Мелорі знаходиться у безпечному будинку разом з іншими вцілілими: Томом, Жюлем та його собакою Віктором, Феліксом, Доном, Шеріл та Олімпією, яка, як і Мелорі, на четвертому місяці вагітності. Група забарикадувалася в будинку, виходячи ззовні лише із зав’язаними очима, щоб набрати води чи викинути сміття. Том пояснює, що справжній власник будинку, Джордж, мав свою теорію, згідно з якою сутність можна побачити опосередковано без наслідків. Щоб перевірити гіпотезу, він записав кадри з вікна, а потім переглянув їх знову після того, як його прив’язали до стільця. Ця тактика виявилася невдалою, і Джордж заподіяв собі смерть.
Том пропонує використовувати собак для навігації під час подорожей поза домом, вважаючи, що вони можуть мати імунітет до цієї сутності. Вони з Жюлем шукають у сусідніх будинках припаси та собак для дресування, оскільки Жюль не хоче наражати Віктора на небезпеку. Вони знаходять у коробці кілька птахів і вирішують використати їх як сигнал тривоги, оскільки вони хвилюються щоразу, коли істота наближається. Повертаючись додому, вони дивним чином зустрічають намет посеред вулиці перед своїм будинком.
Після місяців ізоляції чоловік на ім'я Ґері просить притулку. Він стверджує, що покинув свій попередній притулок, тому що Френк, відлюдник, одержимий писанням у щоденниках, вважав, що загроза була просто спричинена масовою істерією, і доходив до того, що відкривав вікна та двері, щоб довести це. Ґері подружився з Доном, часто обговорюючи ідеологію Френка. Підозріла Мелорі таємно відкриває портфель Ґері та знаходить щоденник «Френка». Вона розповідає про це сусідам, що призводить до того, що більшістю голосів виживанці підтримують виселення Ґері. Дон стає все більш замкнутим і перебирається до підвалу.
Протягом наступних кількох місяців ті, хто вижив, використовують телефонну книгу, щоб дзвонити на різні номери та залишати повідомлення на автовідповідачах, але не отримують відповіді. В Олімпії та Мелорі починаються пологи, і їх забирають на горище народжувати. Виявляється, що Дон таємно ховав Ґері в підвалі; останній стикається з Мелорі та виявляється, що він і Френк — одна й та сама особа. Чоловік був вже божевільним до катаклізму, він без проблем бачить істот і тому шпигував за мешканцями будинку задовго до того, як шукати притулку. Спускаючись внизу, Дон знімає віконне покриття, через що інші мешканці будинку божеволіють та вбивають один одного. Ґері відкриває двері на горище, щоб дозволити сутності увійти; Мелорі завбачливо прикриває очі, але Олімпія все це бачить і божеволіє. Однак перед самогубством Олімпія віддає Мелорі свою новонароджену дитину.
Мелорі чекає, поки Ґері та істота підуть, і знаходить трупи інших мешканців будинку. Проте Віктор залишився живим, у замкненому підвалі. Мелорі відповідає на телефонний дзвінок від виживанця на ім'я Рік, який отримав повідомлення від сусідів, і запрошує її в безпечне місце, залишаючи їй докладні інструкції. Мелорі, обтяжена горем через смерть товаришів і необхідністю піклуватися про двох новонароджених дітей, відхиляє його пропозицію, але Рік запевняє її, що телефонуватиме їй щотижня і завжди буде їй радий.
Мелорі виховує дітей, використовуючи суворі методи навчання, щоб забезпечити їхнє виживання, розвиваючи органи чуття та навчаючи автоматично тримати очі закритими. Дітей вона називає лише «Дівчинка» та «Хлопчик», оскільки вважає імена непотрібною розкішшю у цьому жорстокому світі. Під час пошуку припасів Мелорі виявляє, що тварини не застраховані від цієї сутності, а Віктор стає скаженим.
Коли дітям виповнюється чотири роки, Мелорі вирішує відправитися в гавань Ріка. Вона вибирає особливо туманний день, сподіваючись приховати їхню втечу на випадок, якщо Ґері все ще шпигуватиме за ними. Троє подорожують уздовж річки, в один момент ігноруючи божевільного, який намагається переконати їх зняти пов’язки з очей і побачити істоту. Пізніше їх оточує зграя вовків, один з яких ранить Мелорі. Сутність з'являється і майже знімає пов'язку з очей Мелорі, але потім залишає групу. Мелорі, якій потрібно визначити правильний шлях, набирається мужності, щоб ненадовго зняти пов’язку з очей. Зрештою вони добираються до притулку, де вона виявляє, що спочатку це була школа для сліпих. Їх зустрічають сліпий Рік, зряча Констанс і десятки інших людей, які осліпили себе, щоб не постраждати. Упевнившись у їхній безпеці, Мелорі нарешті дозволяє собі назвати дітей «Том» і «Олімпія» та наказує їм зняти пов’язки з очей.

## Сприйняття
Критики сприйняли книгу позитивно, а Малермана порівнювали зі Стівеном Кінгом і Джонатаном Керроллом.Таша Робінсон з The A.V. Club дала книзі оцінку B, написавши про атмосферу роману: «Малерман трохи перестарався у своєму дебюті».
Малерман написав чернетку «Пташиного короба» до виходу фільму М. Найта Ш’ямалана «Явище» у 2008 році та фільму «Дорога» 2009 року (хоча роман «Дорога» був написаний у 2006 році), що змусило його хвилюватися, що книга «може загубитися у метушні».

### Нагороди та номінації
- Премія за «Найвизначнішу книгу Мічигану» (2015, переможець).
- Премія Джеймса Герберта (2015, номінація).
- Премія Брема Стокера за найкращий перший роман (2015, номінація).

## Екранізація
У 2013 році, до виходу книги, студія Universal придбала права на однойменний фільм. Скотт Стубер і Кріс Морган спочатку були призначені продюсерами проєкту, а режисером став Андрес Мускетті. Ерік Гейссерер міг стати сценаристом. Потім мережа Netflix придбала права на книгу з Сандрою Буллок і Джоном Малковичем у головних ролях, Морган став співпродюсером, Гейссерер — сценаристом, Сюзанна Бір — режисеркою. 14 липня 2023 року на Netflix вийшов сиквел «Пташиний короб: Барселона».